# MPEG-21
L'estàndard MPEG-21, del Moving Picture Experts Group, té com a objectiu definir un marc obert per a aplicacions multimèdia. MPEG-21 està ratificat en els estàndards ISO/IEC 21000 - Marc multimèdia (MPEG-21).
MPEG-21 es basa en dos conceptes essencials:
- definició d'un article digital (una unitat fonamental de distribució i transacció)
- usuaris que interactuen amb els elements digitals

## Estàndard MPEG
El grup MPEG (Moving Picture Experts Group) s'ha encarregat d'estandarditzar diferents formats de compressió d'imatge en moviment, àudio i vídeo. Els conjunts d'estàndards MPEG-1, MPEG-2 i MPEG-4 estan orientats a la compressió correcta de seqüències de vídeo, oferint diferents qualitats cadascun. Posteriorment el grup va començar el desenvolupament de MPEG-7 i MPEG-21.
Aquesta vegada, els estàndards no estan orientats a la compressió de registres multimèdia. El primer, MPEG-7, s'encarrega d'etiquetar continguts multimèdia mitjançant metadades que descriuen els registres, amb un nivell de detall alt.
Amb aquestes metadades serem capaços de realitzar cerques complexes dins de bases de dades en les quals els registres es trobin correctament etiquetats amb MPEG-7.

## ¿Què és MPEG-21?
L'estàndard MPEG-21 presenta un marc d'intercanvi de contingut multimèdia legítim, respectant els drets d'autor i distribució, i adequat a les capacitats dels usuaris en cada moment. Aquests estàndards intenta solucionar molts dels problemes existents avui en dia amb la distribució de continguts digitals, principalment il·legals, amb les xarxes de dades. L'existència de les xarxes punt a punt posen en perill, segons les empreses del sector, el desenvolupament i la producció de continguts.
El seu propòsit principal és establir, d'una manera clara, quins són els participants en una transacció dins d'un mercat digital, en el qual els béns no són més que dades.
La base fonamental en la qual se sosté MPEG-21 és la definició del terme objecte digital. Aquests objectes digitals seran els béns amb els quals es comerciarà dins del mercat establert en la xarxa MPEG-21. A més a més, s'especifiquen diferent informació com els drets de propietat intel·lectual i d'utilització que té cada usuari sobre els objectes digitals disponibles.
El propòsit de MPEG-21 és definir un marc obert per l'enviament i consum de materials multimèdia perquè tots els usuaris que intervenen en la cadena de consum puguin fer ús del servei.

## Parts de MPEG-21
MPEG-21 està constituït per una sèrie de parts, o documents, que s'encarreguen d'estandarditzar cada una de les entitats o aspectes que entren dins d'una transacció en MPEG-21.

### Declaració d'objecte Digital
El MPEG-21 està basat en la definició d'una unitat bàsica de contingut amb la qual es fan operacions: l'objecte digital. La declaració d'aquest objecte digital pot resultar difícil o ambigu, perquè es basa en les intencions del creador d'un contingut a l'hora de realitzar-lo. Per exemple, una eina que presenta una pàgina web diferent en funció de l'idioma seleccionat. A l'hora de definir l'objecte digital, existeix l'ambigüitat de si el propòsit de l'autor era considerar l'objecte format per totes les pàgines de diferents idiomes o que cada una d'elles es tracti com un objecte digital independent.
La declaració de l'objecte digital està pensada per solucionar aquestes ambigüitats. El seu objectiu és definir una sèrie de termes abstractes que serveixin per expressar que és un objecte digital, entenen aquest com la representació digital de la realització d'un treball. La declaració de l'objecte digital es basa en la utilització d'un model, que ha de ser tan flexible i general com sigui possible. El model no defineix un llenguatge en particular, simplement és una ajuda per proveir d'un conjunt abstracte de termes i conceptes que poden emprar-se per definir un esquema o realitzar una equivalència entre diferents esquemes amb la finalitat de realitzar comparacions.

### Identificació d'Objectes Digitals
A l'hora de treballar amb objectes digitals és necessari identificar cadascun de manera única dins de MPEG-21. També s'ha d'identificar quina és la propietat intel·lectual associada a un objecte determinat i quin és l'esquema de descripció que s'està utilitzant.
L'ànim de MPEG-21 no és definir nous estàndards per solucionar problemes per als quals ja existeixen solucions satisfactòries. Per aquest motiu, pel problema de la identificació es pot usar una URI (Uniform Resource Identifier).
Aquest mecanisme d'identificació no és l'únic possible, existint altres alternatives, algunes d'elles propietàries, per solucionar aquest problema.

### Gestió i Protecció de la Propietat Intel·lectual
Una part important de la definició de l'estàndard MPEG-21 gira al voltant de la gestió i protecció de la propietat intel·lectual. La idea bàsica darrere aquest concepte és articular mecanismes, dins de la xarxa, per assegurar el compliment dels drets de propietat intel·lectual dels materials utilitzats. En aquesta part s'inclouen mètodes estandarditzats per recol·lectar eines de gestió i protecció de la propietat intel·lectual de localitzacions remotes, intercanviar missatges entre elles i formes d'integració d'expressions de drets, d'acord amb el Diccionari de Termes sobre Drets i el Llenguatge d'Expressió de Drets.

### Llenguatge d'Expressió de Drets i Diccionari de Termes sobre Drets
El Llenguatge d'expressió de Drets pretén proporcionar mecanismes flexibles que suportin l'ús de recursos digitals en la publicació, distribució i consum de pel·lícules, música, llibres, jocs, software i d'altres creacions digitals.
El llenguatge d'expressió de Drets, presenta les clàusules que marquen un acord entre les dues parts involucrades en la realització d'una transacció amb un objecte digital. El model amb el qual treballa, presenta quatre entitats bàsiques relacionades entre si en cada clàusula:
- Principal a qui pertany un determinat dret.
- Dret que s'especifica a la clàusula.
- Recurs al qual està associat el dret.
- Condició que ha de complir-se abans que es pugui executar el dret.

Les relacions presentades en cadascuna de les clàusules descrites amb el Llenguatge d'expressió de Drets es pot veure gràficament a continuació.
El Diccionari de Termes sobre Drets es troba integrat amb el Llenguatge d'expressió de Drets. Es compon d'un conjunt clar, consistent, estructurat de termes sobre els quals se suporta el llenguatge.

### Adaptació d'objectes digitals
Un objectiu perseguit per l'estàndard MPEG-21 és la transparència pels usuaris a l'hora d'accedir a la xarxa. Els continguts que vol consumir un determinat usuari, han d'arribar fins a ell, adequats a les peculiaritats de la seva situació, tant en prestacions del mètode de presentació (limitacions de pantalla, etc.) com d'amplada de banda.
Per aconseguir això és necessari adaptar els objectes digitals a les capacitats disponibles per cada usuari en cada moment o segons les qualitats contractades. MPEG-21 no especifica de manera directa quins han de ser els mètodes d'adaptació, únicament ens mostra els descriptors i els mecanismes, independents dels formats digitals particulars, que proporcionen suport a l'adaptació d'objectes digitals en termes de recursos, descriptors o gestió de la qualitat de servei.

## Mercat Digital i Còpies Il·legals
L'estàndard MPEG-21 presenta dos objectius primordials:
- El primer és posar a l'abast de tots els usuaris els continguts digitals adequant-los a les seves situacions particulars.
- El segon gran objectiu que persegueix, és aconseguir que les lleis de propietat intel·lectual es compleixin dins del marc de la xarxa MPEG-21, de tal manera que s'asseguri un ús correcte dels continguts, evitant usos fraudulents (còpies o utilitzacions il·legals o pirates).

La revolució digital i l'accés quasi universal a Internet han canviat les regles del joc sobre la còpia il·legal.

### Evolució dels Sistemes Anti-Còpia
Els costos dels béns copiats ha disminuït considerablement els últims anys. Al principi, aquests costos estaven dominats per la dificultat de realitzar noves còpies i distribuir-les.
En aquest marc, les empreses creadores de continguts se centraven en la persecució dels pocs grups amb el suficient capital per a afrontar la pirateria a gran escala.
Amb l'aparició dels vídeos domèstics i altres aparells d'àudio, resultava relativament senzill la difusió de còpies, ja que cadascuna d'elles era fàcil d'obtenir. En aquest punt, la reacció de la indústria va consistir a encarir l'extracció de la primera còpia del contingut subjecte a drets d'autor. D'aquesta forma intentava reduir el nombre de pirates, aconseguint de nou un petit grup contra el qual es pogués emprendre accions legals. D'altra banda, la indústria de l'entreteniment va aconseguir obtenir llicències i patents per forçar a la indústria de l'electrònica de consum a introduir sistemes anti-pirateria als reproductors de continguts.
El desenvolupament de reproductors digitals i sistemes d'emmagatzemament digital barato van canviar de nou, les regles del joc, fent que els costos de còpia i distribució digital baixessin quasi fins a zero. Al principi, la indústria de l'entreteniment va reaccionar aguantant la sortida al mercat dels dispositius d'escriptura digitals d'alta densitat (gravadores de DVD).
Tanmateix, una vegada que els ordinadors personals han avançat suficient per a comprimir treballar amb vídeo i àudio, resulta molt fàcil reproduir i distribuir aquest tipus de contingut a través d'Internet.
Un objectiu principal amb la introducció dels DVD, era protegir el vídeo digital enfront de la pirateria. Com ja va passar amb els vídeos domèstics, es van introduir barreres legals i incentius econòmics per assegurar que els desenvolupadors sols produïssin lectors de DVD si incloïen algun sistema anti-còpia, per evitar l'extracció de continguts o l'enginyeria inversa. Els esforços per evitar la pirateria estaven, de nou, centrats en un petit grup amb suficient capacitat com per extraure el contingut digital. Per aquestes raons, la indústria ha intentat protegir el format DVD, creant lleis a mida per aconseguir mantenir les eines d'extracció de continguts lluny de les mans dels consumidors.

### Xarxes Punt a Punt Legals i Il·legals
Poc després van arribar altres medis de distribució de continguts. El primer d'aquesta nova generació va ser Napster, on la gran novetat era integrar a l'usuari final dins de la cadena de distribució. Napster permetia descarregar quantitats molt importants de música i vídeos directament des d'Internet sense cap intermediari. Els costos de cada còpia van baixar dramàticament, fent que el mercat de distribució de música i vídeo pirata explotes. La indústria de l'entreteniment, després de fallar l'intent de protegir els CD de l'extracció il·legal de contingut, van atacar al canal de distribució, tractant a Napster com si fos un altre dels grans distribuïdors pirates.
Donat el caràcter centralitzat de Napster no va ser capaç de sobreviure a l'atac legal. El buit que va deixar, el van ocupar altres programes de caràcter descentralitzat com Gnutella, Kazaa o eDonkey. Aquesta evolució cap a un esquema descentralitzat fa més difícil perseguir als culpables individuals dels delictes sobre els drets d'autor i drets de còpia. Sense una forma efectiva d'elevar els costos d'extracció de continguts o d'eliminar les actuals xarxes de distribució punt a punt amb atacs legals, la indústria de l'entreteniment va tornar a augmentar el cost de la distribució de cada còpia.
També existeixen altres aproximacions (tecnològiques), per les quals s'augmenta el cost de distribució. Aquestes inclouen atacar a la confidencialitat, la integritat i la disponibilitat de continguts en les xarxes de distribució. Introduint recursos mal etiquetats o de baixa qualitat, és més difícil per l'usuari trobar el material que busca, minvant el seu interès i confiança pel sistema